# Itata isabellina
Itata isabellina là một loài nhện trong họ Salticidae.
Loài này thuộc chi Itata. Itata isabellina được Władysław Taczanowski miêu tả năm 1878.